# 콘티넨털 항공 1404편 활주로 이탈 사고
콘티넨털 항공 1404편 활주로 이탈 사고(영어: Continental Airlines Flight 1404)는 2008년 12월 20일 오후 6시 20분경, 미국 덴버 국제공항을 출발, 휴스턴의 조지 부시 인터콘티넨털 공항에 도착할 예정이었던 콘티넨털 항공이 이륙 도중 활주로를 이탈하여 화재가 발생, 탑승객 100여명이 긴급 대피하였고 38명의 부상자가 발생한 항공 사고이다.

## 개요

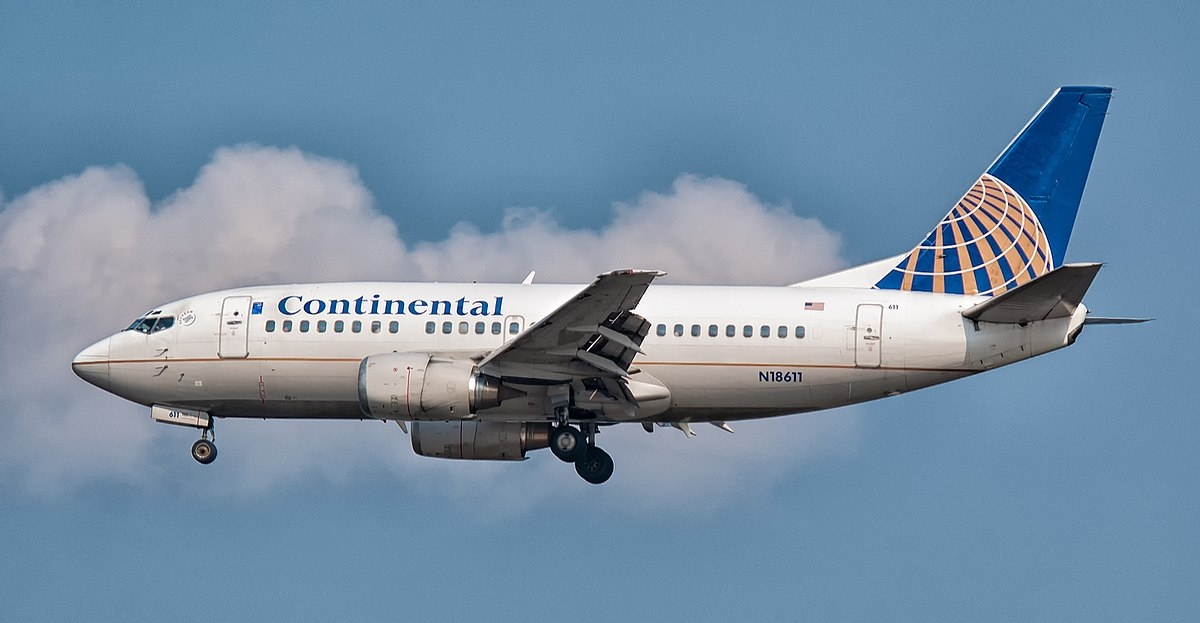
해당 사고기

이륙을 시도하던 사고기는 활주로를 오버런하여 12미터 깊이의 계곡에 떨어져 화재가 발생했다. 추락의 충격으로 38명이 부상하였으나 소방대와 공항 직원들이 신속히 출동하여 진화하였고, 탑승자들은 활강 운반 장치를 통해 비상 탈출에 성공, 사망자는 발생하지 않았다.
사고의 원인은 명확히 밝혀지지 않았다.
제프 그린 덴버공항 대변인에 따르면 이날 당시 덴버 공항에는 추운 날씨임에도 불구, 활주로가 미끄럽지 않았다고 밝혔다.

## 같이 보기
- 항공 안전